# Міддлбург (селище, Нью-Йорк)
Міддлбург (англ. Middleburgh) — селище (англ. village) в США, в окрузі Скогарі штату Нью-Йорк. Населення — 1131 особа (2020).

## Географія
Міддлбург розташований за координатами 42°35′53″ пн. ш. 74°19′47″ зх. д. / 42.59806° пн. ш. 74.32972° зх. д. (42.597979, -74.329828).  За даними Бюро перепису населення США в 2010 році селище мало площу 3,23 км², уся площа — суходіл.

## Демографія
Згідно з переписом 2010 року, у селищі мешкало 1500 осіб у 681 домогосподарстві у складі 391 родини. Густота населення становила 464 особи/км².  Було 759 помешкань (235/км²).
Расовий склад населення:
| - 95,7 % — білих - 0,6 % — азіатів - 0,5 % — чорних або афроамериканців - 0,4 % — корінних американців |

До двох чи більше рас належало 2,4 %. Частка іспаномовних становила 2,7 % від усіх жителів.
За віковим діапазоном населення розподілялося таким чином: 20,2 % — особи молодші 18 років, 62,3 % — особи у віці 18—64 років, 17,5 % — особи у віці 65 років та старші. Медіана віку мешканця становила 43,0 року. На 100 осіб жіночої статі у селищі припадало 85,9 чоловіків;  на 100 жінок у віці від 18 років та старших — 86,2 чоловіків також старших 18 років.
Середній дохід на одне домашнє господарство  становив 52 820 доларів США (медіана — 43 482), а середній дохід на одну сім'ю — 59 351 долар (медіана — 56 339). Медіана доходів становила 37 500 доларів для чоловіків та 36 761 долар для жінок. За межею бідності перебувало 14,2 % осіб, у тому числі 13,2 % дітей у віці до 18 років та 12,0 % осіб у віці 65 років та старших.
Цивільне працевлаштоване населення становило 728 осіб. Основні галузі зайнятості: освіта, охорона здоров'я та соціальна допомога — 29,5 %, мистецтво, розваги та відпочинок — 18,5 %, роздрібна торгівля — 12,5 %, науковці, спеціалісти, менеджери — 7,0 %.